# Dag Hartelius
Dag Hartelius (ur. 8 listopada 1955 w Härnösand) – szwedzki dyplomata, w latach 2008–2010 ambasador Królestwa Szwecji w Polsce. Od 2011 stały przedstawiciel Królestwa Szwecji przy Unii Europejskiej.
Absolwent Uniwersytetu w Uppsali, w służbach dyplomatycznych zatrudniony od 1985. W latach 2003–2008 był ambasadorem w Estonii, wcześniej pracował w szwedzkich placówkach dyplomatycznych w Petersburgu, Moskwie, Berlinie i Londynie. Żonaty z Marią Falk, ma trzech synów.
Odznaczony Krzyżem Komandorskim z Gwiazdą Orderu Zasługi Rzeczypospolitej Polskiej (2011).